# Egyiptomi hajók

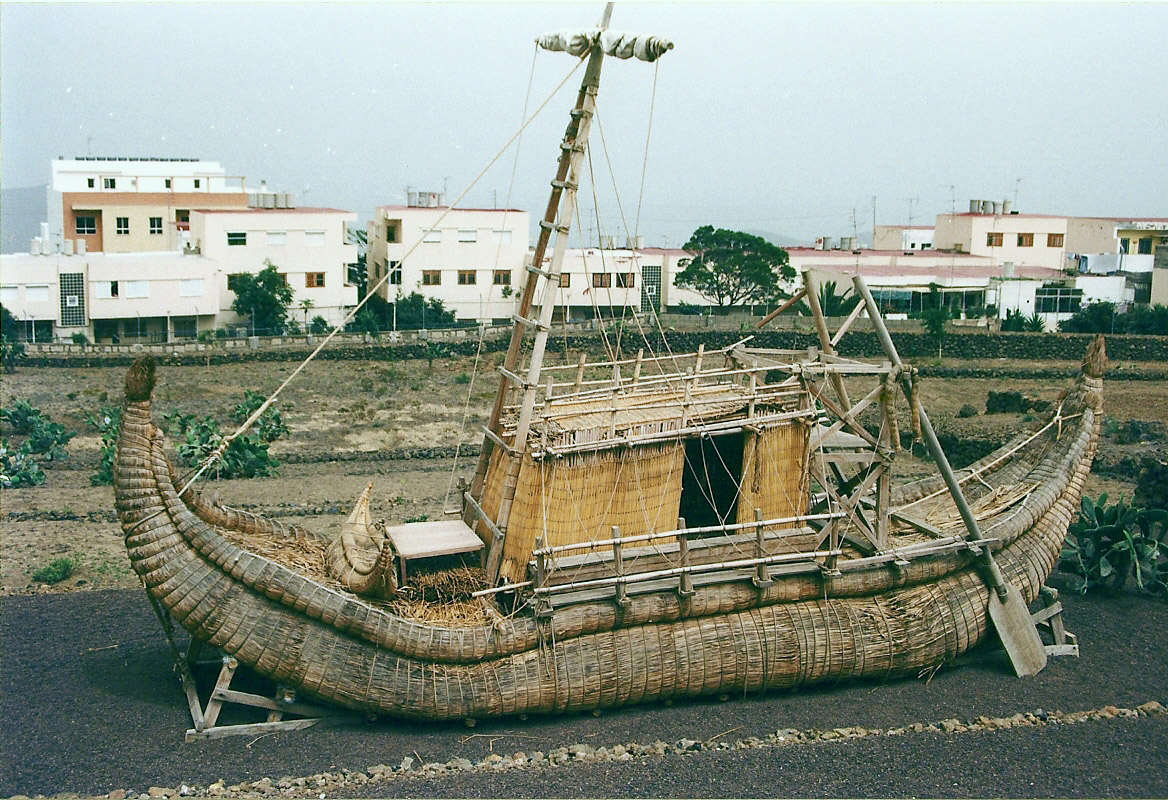
Egyiptomi nádhajó rekonstrukciója, Ré II.

Az egyiptomi hajók fontos szerepet játszottak Egyiptom történelmében. Minden utazást, szállítást ezen az egyetlen vízi úton bonyolították le. Az egyiptomiak vallásos elképzelése legfőbb istenük, Ré (vagy Rá) is hajón úszott át a Nap képében az égboltozaton.

## Nádhajó

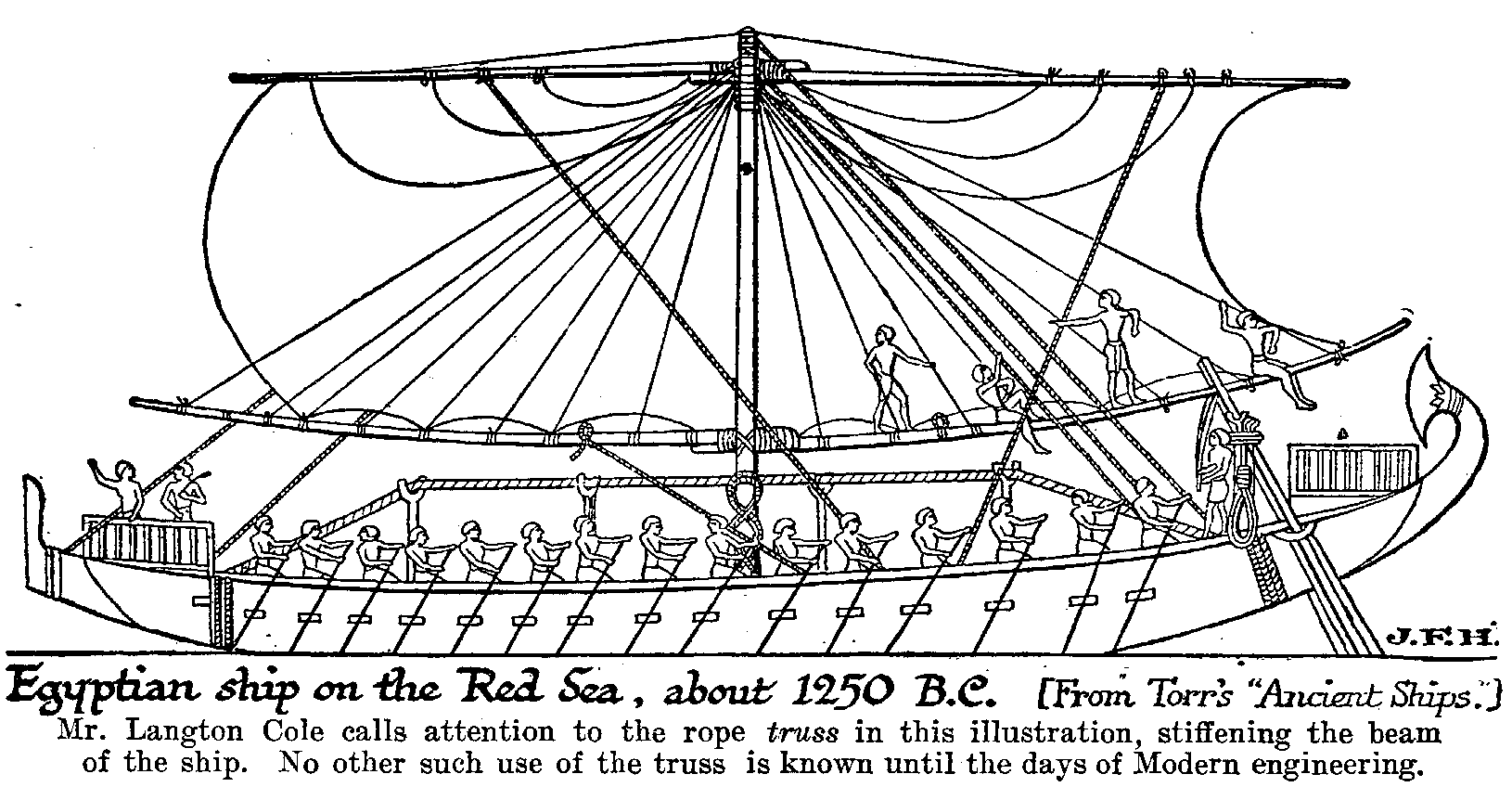
Egyiptomi hajó a Vörös-tengeren, körülbelül Kr.e. 1250

Az egyiptomi nádhajó a világ legrégebbi hajói közé tartozik. I. e. 3800 táján gabonaszállításra használták a Níluson. A hajó orra és fara magasba emelkedett, és ívszerűen bekunkorodott. A nagyobbfajta papiruszhajókat egymáshoz kötözött papiruszkévékből építették. A vitorla alapanyaga ugyancsak a papirusz volt, de pamutszövetből is készítették. A Níluson lefelé önsúlyok által haladtak, akárcsak a tutajok, az árral szemben pedig vitorlát használtak, mivel a szél a tenger felől fújt.

## Kereskedelmi hajó
A rövid platán- és akácdeszkából épített fahajó a Níluson körülbelül i.e. 3300-ban jelent meg. 
Sem bordái sem hajótőkéje nem volt. A keresztvitorláját nem vonták be, hanem az árbóccal együtt lehajtották. Ez volt az úgynevezett billenős árbóc. A hajót 26 hajtó és legfeljebb 6 kormányevezővel szerelték fel. 
I.e. kb 2500-ban Szahura fáraó tengerállóbb hajókat építtetett. Ezeken indultak az egyiptomiak a Szíria és Libanon elleni rablóportyáikra. Ezt a hajót jobbára csak evezőkkel hajtották. 
A hajózás további fejlődésére körülbelül i.e. 1500 táján kerül sor, amikor Hatsepszut királynő ösztönzésére útra keltek Punt csodálatos vidéke felé, hogy onnan aranyat, elefántcsontot és mirhát hozzanak. Erre a célra Libanonból hozott cédrusfákból nagyobb hajókat építettek. 20, illetve 30 méter hosszú és 5, illetve 8 méter széles hajók voltak ezek, 1,3 méter merüléssel és kb. 110 tonna teherbíró képességgel. Csupán két kormány és 30 hajtóevező-lyuk volt. A Vörös-tengerre és Indiai-tenger felé a Nílus csatornáján is eljuthattak. Bár hajóikon még nem volt tőke, bordákat már alkalmaztak.

## Hadihajók
A kalózok hajóikon fegyvereket tartottak, míg a kereskedelmi hajókon a fegyverek csak feleslegesen elfoglalták volna az értékes áruk helyét. Az egyiptomiak így hamar rájöttek arra, hogy előnyösebb a kereskedelmi hajó rajt csak áruszállításra használni, a harci célokra pedig különleges hajókat építeni. Az i.e. 12. és a 13. század között az egyiptomiak már saját hadiflottát 
állítottak ki. 
Az egyiptomi hadihajók magasított fedélzeti felépítményeikkel tűntek ki, a katonák innen hajították köveiket, lőttek ki nyilaikat, vagy támadtak hosszú kopjáikkal az ellenségre. 
III. Ramszesz i.e. 1200-ból származó hajója orrán hosszú ütközővel, ún. ércorral volt ellátva ami valószínűleg az ellenséges hajók meglékelésére szolgált. Az evezősök védelmére magasított hajóoldalt hoztak létre, és elhagytak a széles keresztvitorla alsó rúdját, mert a vitorla felvonása már kötélzet segítségével történt. Ezek hajók már szabályszerű hajótőkével és bordákkal készültek. Ilyen hajókon vívták III. Ramszesz katonái talán a történelem első nagyobb tengeri ütközetét, amikor i.e. 1195 – ben megütköztek az ún. tengeri népek, a filiszteusok, akhájok, danaók egyesült hajó hadával. 